# Pharga
Pharga är ett släkte av fjärilar. Pharga ingår i familjen nattflyn.
Kladogram enligt Catalogue of Life:
| Pharga | \| \| Pharga absorptalis \| \| \| \| \| \| Pharga fasciculella \| \| \| \| \| \| Pharga pholausalis \| \| \| \| |
|        | \| \| Pharga absorptalis \| \| \| \| \| \| Pharga fasciculella \| \| \| \| \| \| Pharga pholausalis \| \| \| \| |
|        | Pharga absorptalis                                                                                              |
|        | |
|        | Pharga fasciculella                                                                                             |
|        | |
|        | Pharga pholausalis                                                                                              |
|        | |